# Auray
Pour les articles homonymes, voir Auray (homonymie).
Pour l’article ayant un titre homophone, voir Hauray.
Cet article possède un paronyme, voir Aurec.
Auray [oʁɛ] est une commune française située dans le département du Morbihan, en région Bretagne.
En 2022, avec 14 417 habitants, elle est la 7e commune la plus peuplée du Morbihan et la 25e de Bretagne.

## Géographie

### Localisation
La ville d'Auray se trouve a vol d'oiseau à 17 km à l'ouest de Vannes, à 30 km à l'est-sud-est de Lorient et à 40 km au sud de Pontivy. Elle est bordée par les communes de Crac'h au sud et à l'ouest, Brech au nord et Pluneret à l'est. Par sa localisation à la limite entre les eaux douces du Loc'h (dit aussi Rivière d'Auray) et les eaux du golfe du Morbihan, Auray occupe le premier point de franchissement depuis l’embouchure du Loc'h située quinze kilomètres en aval. Ce point de passage au niveau du gué, puis du pont de Saint-Goustan, fut disputé militairement à maintes reprises au cours de l'histoire, il était protégé par le château d'Auray.
Auray est située dans le parc naturel régional du Golfe du Morbihan.
| Crach | Brech | Brech    |
| Crach | Auray | Pluneret |
| Crach | Crach | Pluneret |

### Description
La ville est traversée par un petit fleuve côtier, la rivière d'Auray, qui débouche dans le golfe du Morbihan. La ville haute est sur la rive ouest de la rivière, sur le bord du plateau armoricain, profondément entaillé par la rivière. Le port de Saint-Goustan est au fond de la vallée, à l'est de la rivière.
| - Carte topographique de la commune d'Auray. |

### Hydrographie
Pour un article plus général, voir Réseau hydrographique du Morbihan.
La commune est située dans le bassin Loire-Bretagne. Elle est drainée par l'Auray, le ruisseau du Reclus,,.
L'Auray, d'une longueur de 56 km km, prend sa source dans la commune de Plaudren et se jette  dans la baie de Quiberon en limite de Locmariaquer et de Baden, après avoir traversé dix communes. 

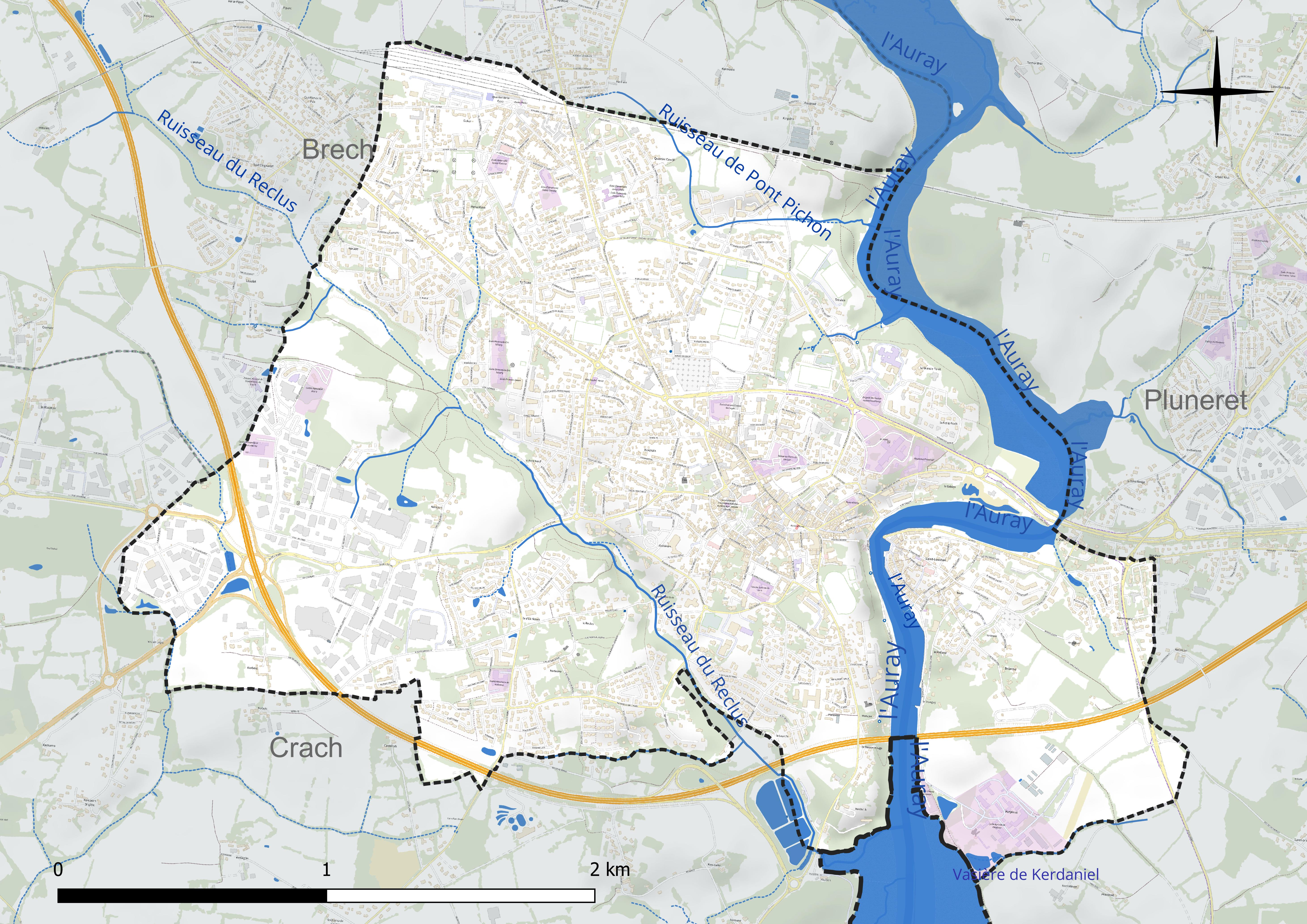
Réseau hydrographique d'Auray.

Un plan d'eau complète le réseau hydrographique : la vasière de Kerdaniel, d'une superficie totale de 48,2 ha,.

### Climat
Pour des articles plus généraux, voir Climat de la Bretagne et Climat du Morbihan.
La commune d'Auray est dans la région climatique « Bretagne orientale et méridionale, Pays nantais, Vendée », son climat est caractérisé par une faible pluviométrie en été et une bonne insolation, il est de type « climat océanique franc », selon des données couvrant la période 1971-2000. En 2020, Météo-France publie une typologie des climats de la France métropolitaine dans laquelle la commune est exposée à un climat océanique. L'observatoire de l'environnement en Bretagne a publie en 2020 un zonage climatique de la région Bretagne, s'appuyant sur des données de Météo-France de 2009, qui place Auray dans la zone « intérieur », exposée à un climat médian à dominante océanique.
Pour la période 1971-2000, la température annuelle moyenne est de 12 °C, avec une amplitude thermique annuelle de 11,8 °C. Le cumul annuel moyen de précipitations est de 881 mm, avec 13,1 jours de précipitations en janvier et 6,7 jours en juillet. Pour la période 1991-2020, la température moyenne annuelle observée sur la station météorologique installée sur la commune est de 12,6 °C et le cumul annuel moyen de précipitations est de 969,3 mm,.
Des prévisions d'évolution du climat à Auray en 2050 ont été construites selon différents scénarios d'émission de gaz à effet de serre, et sont consultables sur un site dédié publié par Météo-France en novembre 2022.
| Mois                                  | jan.             | fév.          | mars          | avril         | mai           | juin           | jui.           | août          | sep.          | oct.            | nov.          | déc.            | année      |
| ------------------------------------- | ---------------- | ------------- | ------------- | ------------- | ------------- | -------------- | -------------- | ------------- | ------------- | --------------- | ------------- | --------------- | ---------- |
| Température minimale moyenne (°C)     | 4,2              | 4,1           | 5,2           | 6,8           | 9,8           | 12,5           | 14,1           | 13,9          | 11,8          | 10,1            | 6,7           | 4,6             | 8,6        |
| Température moyenne (°C)              | 7                | 7,4           | 9,2           | 11,3          | 14,3          | 17,1           | 18,8           | 18,7          | 16,6          | 13,8            | 10            | 7,6             | 12,6       |
| Température maximale moyenne (°C)     | 9,9              | 10,8          | 13,2          | 15,8          | 18,8          | 21,7           | 23,6           | 23,5          | 21,4          | 17,5            | 13,4          | 10,6            | 16,7       |
| Record de froid (°C) date du record   | −10,9 02.01.1997 | −6,9 11.02.12 | −7,7 01.03.05 | −2,2 04.04.22 | 0 01.05.16    | 4,6 03.06.1996 | 7,5 06.07.1996 | 6,8 20.08.14  | 4 18.09.05    | −2,5 30.10.1997 | −4,7 29.11.10 | −7,3 29.12.1996 | −10,9 1997 |
| Record de chaleur (°C) date du record | 17,5 27.01.03    | 20 23.02.19   | 24,2 19.03.05 | 27,2 07.04.11 | 30,4 25.05.12 | 35,4 18.06.22  | 38,4 18.07.22  | 37,8 10.08.03 | 32,3 04.09.23 | 28,8 08.10.23   | 20 01.11.15   | 16,7 27.12.15   | 38,4 2022  |
| Précipitations (mm)                   | 109,6            | 83,2          | 67,5          | 70,4          | 63,7          | 54             | 50,5           | 55,1          | 71,9          | 106,7           | 114,8         | 121,9           | 969,3      |

## Urbanisme

### Typologie
Au 1er janvier 2024, Auray est catégorisée centre urbain intermédiaire, selon la nouvelle grille communale de densité à sept niveaux définie par l'Insee en 2022.
Elle appartient à l'unité urbaine d'Auray, une agglomération intra-départementale regroupant trois  communes, dont elle est ville-centre,,. Par ailleurs la commune fait partie de l'aire d'attraction d'Auray, dont elle est la commune-centre,. Cette aire, qui regroupe 1 communes, est catégorisée dans les aires de moins de 50 000 habitants,.
La commune, bordée par l'océan Atlantique, est également une commune littorale au sens de la loi du 3 janvier 1986, dite loi littoral. Des dispositions spécifiques d’urbanisme s’y appliquent dès lors afin de préserver les espaces naturels, les sites, les paysages et l’équilibre écologique du littoral, tel le principe d'inconstructibilité, en dehors des espaces urbanisés, sur la bande littorale des 100 mètres, ou plus si le plan local d’urbanisme le prévoit.

### Occupation des sols
L'occupation des sols de la commune, telle qu'elle ressort de la base de données européenne d’occupation biophysique des sols Corine Land Cover (CLC), est marquée par l'importance des territoires artificialisés (74,1 % en 2018), en augmentation par rapport à 1990 (62,4 %). La répartition détaillée en 2018 est la suivante : 
zones urbanisées (62,4 %), zones industrielles ou commerciales et réseaux de communication (11,7 %), prairies (9 %), terres arables (7,2 %), zones agricoles hétérogènes (6,9 %), eaux maritimes (2,8 %), zones humides côtières (0,1 %). L'évolution de l’occupation des sols de la commune et de ses infrastructures peut être observée sur les différentes représentations cartographiques du territoire : la carte de Cassini (XVIIIe siècle), la carte d'état-major (1820-1866) et les cartes ou photos aériennes de l'IGN pour la période actuelle (1950 à aujourd'hui).

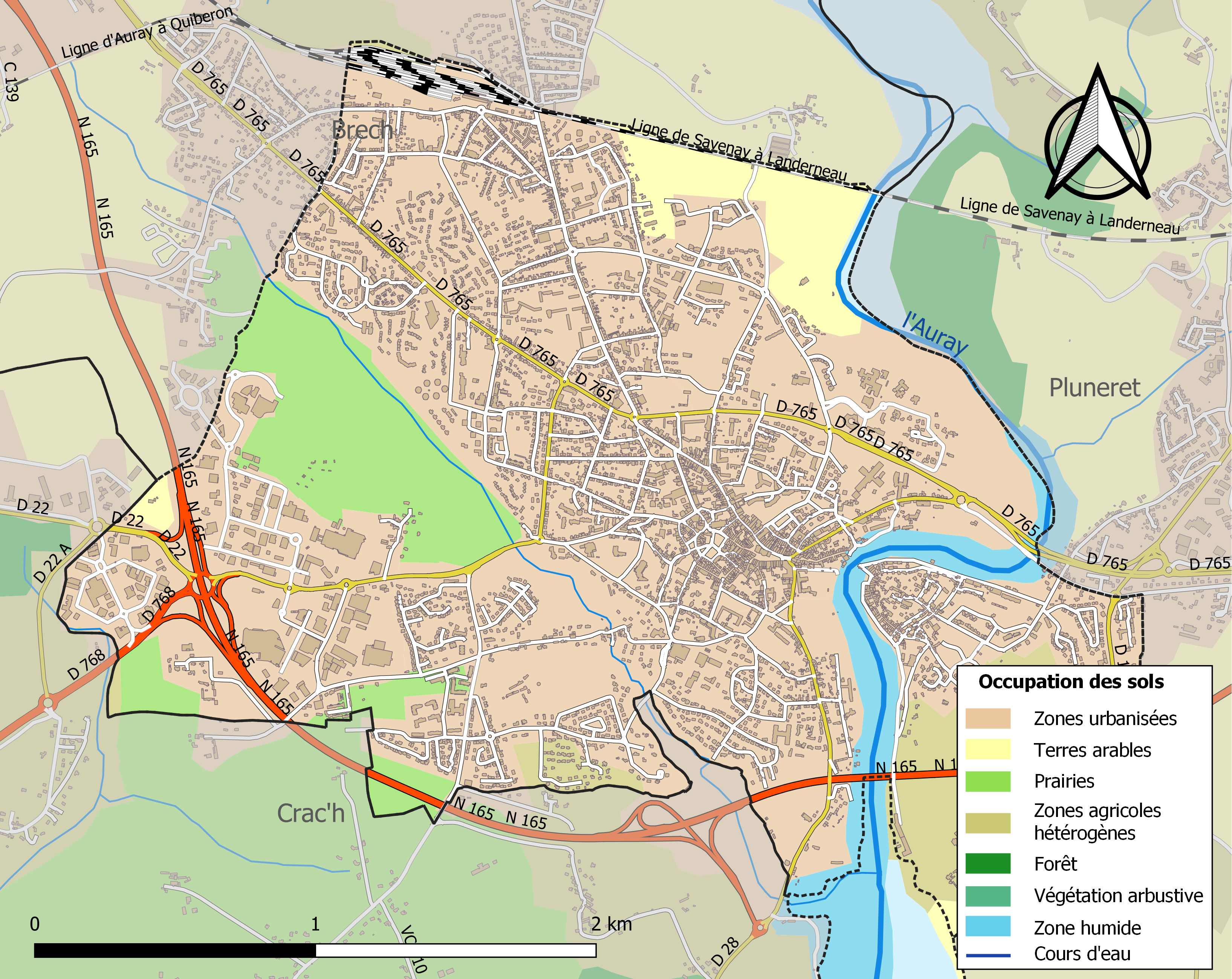
Carte des infrastructures et de l'occupation des sols de la commune en 2018 (CLC).

### Voies de communication et transports

#### Port
Le Port Saint-Goustan est à l'origine de la ville. Il est situé sur la rivière d'Auray, au point le plus en amont que peuvent atteindre les navires de mer avec l'aide de la marée. Il reçoit des navires de haute mer jusqu'au XIXe siècle. C'est aussi un port de cabotage très actif en direction de l'Espagne et de la Grande-Bretagne. Son déclin comme port de commerce commence avec l'arrivée du chemin de fer en 1862. Aujourd'hui, c'est un port de plaisance et une escale du circuit touristique du tour du golfe du Morbihan.

#### Routes
Saint-Goustan en bas de la ville est le premier site possible d'un pont sur une route longeant le littoral entre Vannes et Quimper. En aval, la rivière d'Auray est large et escarpée. En amont, les marais de la vallée du Loch rendent difficile le passage avant Tréauray à 4 km au nord. La voie romaine de l'Océan, de Lyon à Gésocribate (Le Conquet) par Nantes, y passe. Au milieu du XIXe siècle, la construction d'une nouvelle route en remblai sur le marais du Loch permet d'accéder directement à la ville haute depuis Vannes. Dans les années 1950, la route nationale Vannes - Lorient contourne le centre d'Auray par le nord. En 1989, la construction du viaduc de Kerplouz sur la RN 165 en 4 voies au-dessus de la rivière d'Auray en aval de Saint-Goustan débarrasse l'agglomération du trafic de transit, et suscite une zone industrielle au sud du centre-ville.

#### Chemin de fer
La gare d'Auray est située à plus de deux kilomètres au nord du centre-ville à cause de la topographie difficile. Elle est desservie quotidiennement.
Le chemin de fer arrive à Auray en 1862, avec l'ouverture par la Compagnie du PO de la ligne de Nantes à Lorient via Savenay, concomitante avec celle de la ligne de Rennes à Redon de la Compagnie de l'Ouest. La ligne est prolongée jusqu'à Quimper dès 1863. L'embranchement vers Quiberon est inauguré le 24 juillet 1882.

## Toponymie
Auray semble provenir du latin Aula Régia (cour royale). Cela semble être confirmé par le toponyme en breton An Alre.

## Histoire

### Origines
Auray a été classée par le Ministère de la Culture ville d'art et d'histoire jusqu'au printemps 2006.
Auray est un nom de lieu, ayant pour origine un nom breton de personne, mentionné pour la première fois en 1069, Alrae, puis en 1168 Alrai, en breton Alré[source insuffisante].

### Moyen Âge
La seigneurie d'Auray relevait de Guingamp avant de passer en 1034 dans la maison des ducs. En 1168, Auray est pris par le roi d'Angleterre Henri II.
L'emplacement primitif d'Auray et de son ancien château est un promontoire situé au bord d'un plateau dominant le fond d'une ria avec un port et un gué sur une rivière côtière.
Auray a donné naissance à deux bourgs situés de chaque côté du château : 
- l'un établi sur le plateau autour du prieuré de Saint-Gildas, succursale de l'abbaye Saint-Gildas de Rhuys[27] ;
- l'autre « bourg ou ville » appelé Saint Goustan (patron des pêcheurs), établi près du port (le port Saint-Goustan) avec sur l'autre rive une chapelle dédiée au saint Sauveur, laquelle était de son côté une succursale de l'abbaye Saint-Sauveur de Redon, et qui a été reconstruite en 1409.

Après une motte castrale avec donjon attestés au XIe siècle, le château d'Auray est reconstruit à partir de 1201 pour Arthur Ier. Il a ensuite été le lieu de séjour de plusieurs ducs de Bretagne.
Sous le règne du duc Jean le Roux, la Chambre des comptes de Bretagne y a siégé en 1286 et 1287, avant de retourner à Muzillac. En 1289, son fils Jean II y assembla son Parlement.
Le duc François Ier y épouse Isabeau d'Écosse le 30 octobre 1442. Tombant en ruine, sa démolition est décidée, ses pierres vendues en 1559 et transportées pour reconstruire le fort de Palais à Belle-Île.
En 1341 Charles de Blois, candidat légitime à la couronne de Bretagne, en prit possession jusqu'à sa mort le 29 septembre 1364 à la bataille d'Auray (laquelle se déroula en fait sur le plateau de Rostevel, près du marais de Kerzo sur le territoire de la paroisse de Brech, mais tout près de la ville d'Auray) qui mit fin à la guerre de succession de Bretagne.
On trouve trace d'une foire dès 1434 : le duc crée celle de la Sainte-Élisabeth (le 19 novembre), place du Saint-Esprit, pour financer la commanderie du Saint-Esprit (l'hôpital des pauvres).
La châtellenie d'Auray était le chef-lieu du pays de Lanvaux qui était une des neuf grandes baronnies siégeant aux États de Bretagne, jusqu'à ce qu'elle soit réunie au domaine ducal et qu'elle soit remplacée en 1451 par celle de Quintin.

### Époque moderne
En 1626 est fondé un couvent de Capucins, en 1632 un couvent de Clarisses est construit.
En 1632, le Commandeur Isaac de Razilly accompagné de Nicolas Denys, Charles de Menou de Charnizay, trois Capucins, cinq Jésuites et 300 Hommes d'Elite  partent du Port d'Auray  pour rétablir la ville de Port-Royal en Acadie sous les ordres du Cardinal de Richelieu, deux autres vaisseaux les accompagnent.
Benjamin Franklin débarque au port de Saint-Goustan le 3 décembre 1776 au début de la guerre d'indépendance des États-Unis pour demander l'aide militaire de la France à Louis XVI.

### Révolution française

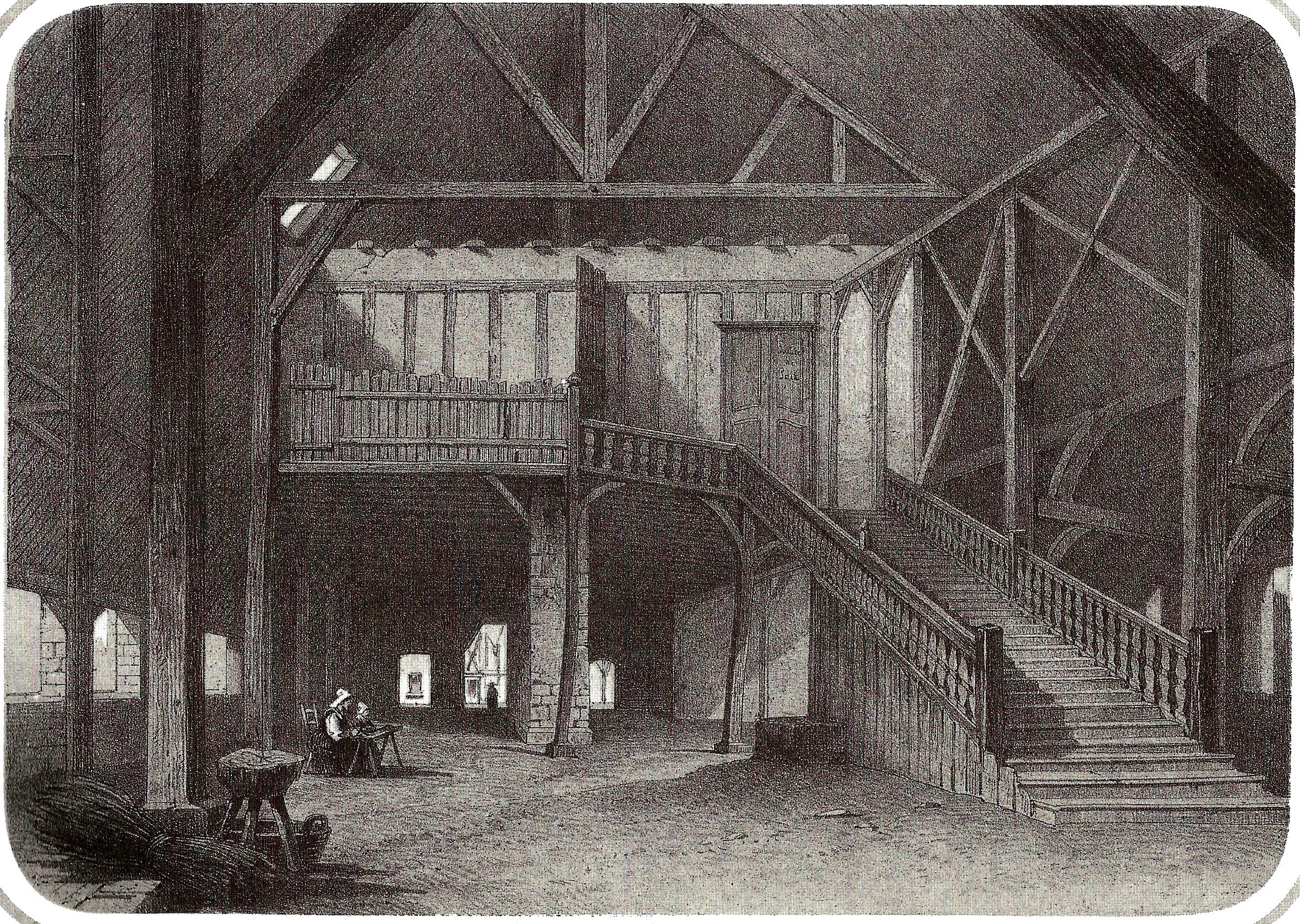
Halles d'Auray, gravure de Thomas Drake, vers 1850.

En 1789, au moment de la Révolution française, Auray était un siège royal établi en 1565 d'où relevaient plusieurs juridictions particulières, avec un commandant de place, une brigade de maréchaussée, un sous-commissaire de marine, une sénéchaussée qui relevait du présidial de Vannes. La ville avait le droit de députer aux États de Bretagne, elle était le siège d'un subdélégué, d'un bureau des cinq grosses fermes, elle possédait un collège, un hôtel-Dieu (hôpital de soins) et un hôpital général (hospice pour les pauvres).
Auray devient chef-lieu d'un district de 1790 à 1795.
Lors de la bataille d'Auray du 29 juin 1795 les Républicains commandés par le général Lazare Hoche attaquent la ville d'Auray défendue par la division chouanne de Bois-Berthelot, alors forte de 2 500  à   4 000 hommes, qui tenait la tête de pont de Landévant-Auray de l’expédition contre-révolutionnaire.
En 1795, après l'échec de l'expédition de Quiberon et la reddition des Émigrés commandés par Sombreuil le 21 juillet, la plupart des prisonniers sont transférés à Auray. Après un jugement sommaire par des commissions militaires où siègent des citoyens de la ville, 750 sont fusillés dans un pré en Brech sur la rive ouest du Loch, appelé depuis le Champ des martyrs, et inhumés sur place. En 1829, leurs ossements sont exhumés et déposés dans le caveau d'une chapelle mémorial à la Chartreuse d'Auray.
Cadoudal, chef chouan, est dans une partie de la paroisse de Brech qui fait désormais partie de la ville d'Auray.

### LeXIXesiècle
Une autre  bataille d'Auray se déroule le 21 juin 1815 lors de la chouannerie de 1815. Elle s'achève par la victoire des Impériaux qui repoussent les Chouans et prennent d'assaut la ville d'Auray.
À la fin de l'année 1815, l'évêque de Vannes, Mgr de Bausset-Roquefort, installe un séminaire dans l'ancien couvent des Carmes, récupéré par le diocèse à la faveur de la Restauration. Le petit séminaire ouvre ses portes le 14 novembre 1815 avec soixante élèves, répartis en quatre classes, sous la direction du P. Cuénet.
En 1829 une chapelle expiatoire est construite près des marais de Kerso dans la prairie, dénommée depuis Champ des martyrs, où 711 émigrés faits prisonniers lors de la bataille de Quiberon en 1795, furent exécutés.

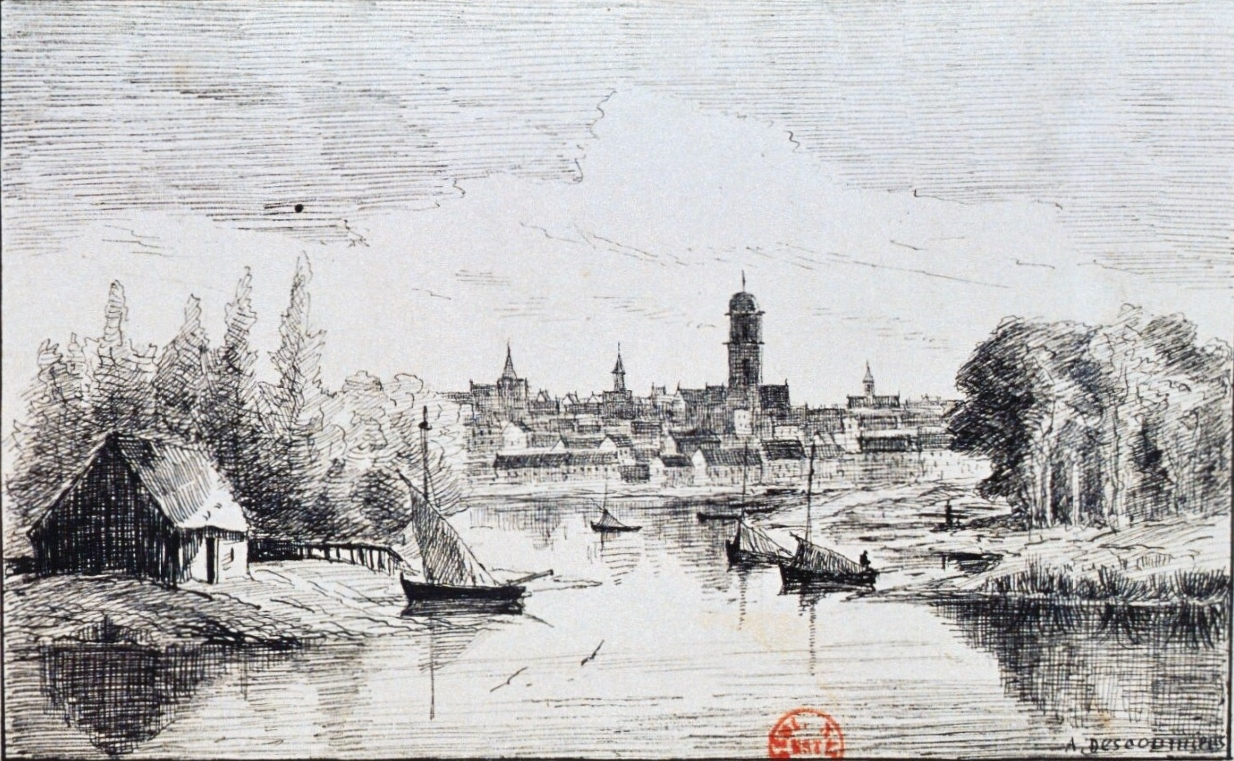
Auray vu de Saint-Goustan (dessin de A. Descoumiers, XIXe siècle).
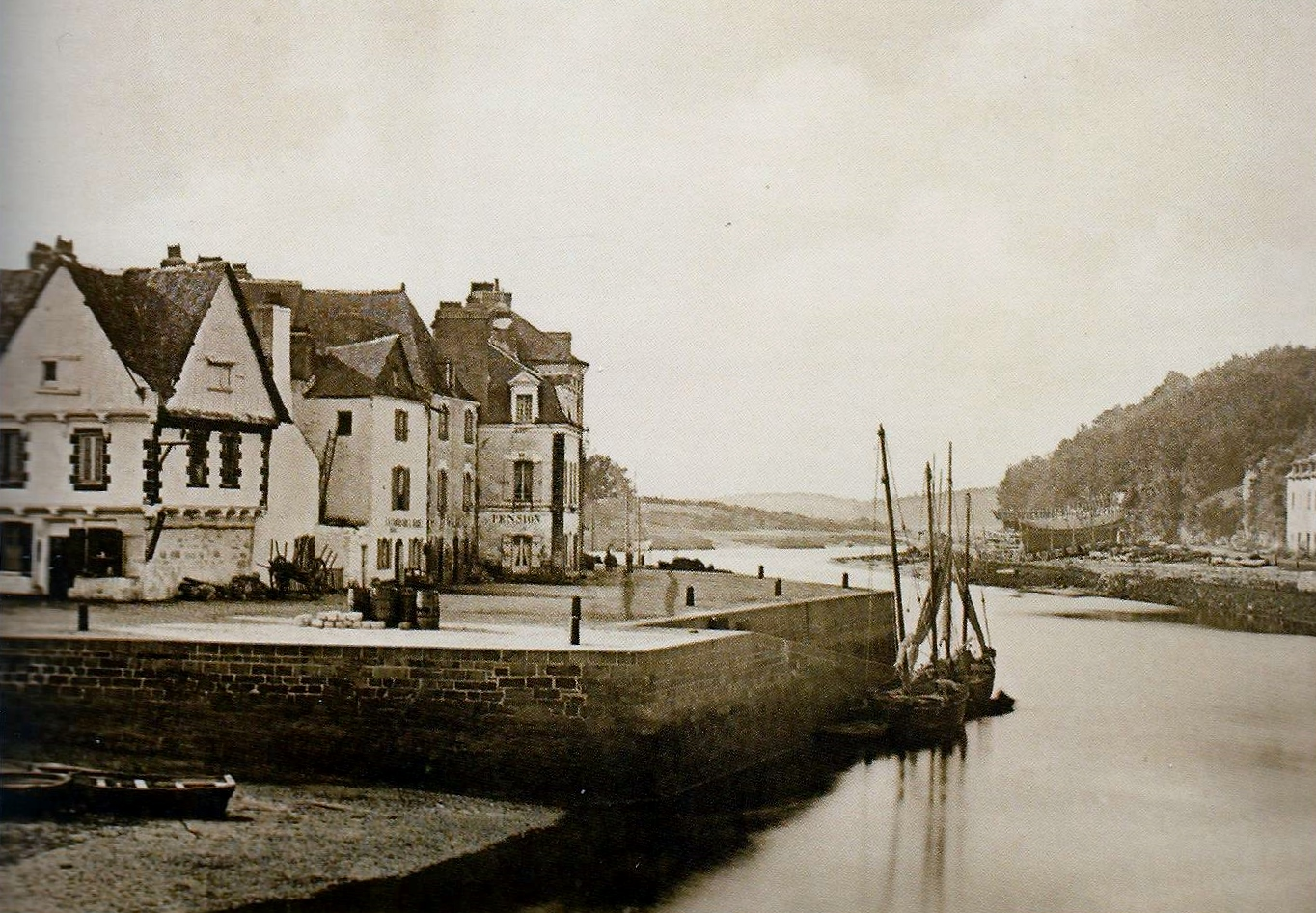
Jules Duclos : Le port d'Auray vers 1870 (photographie, musée français de la photographie).
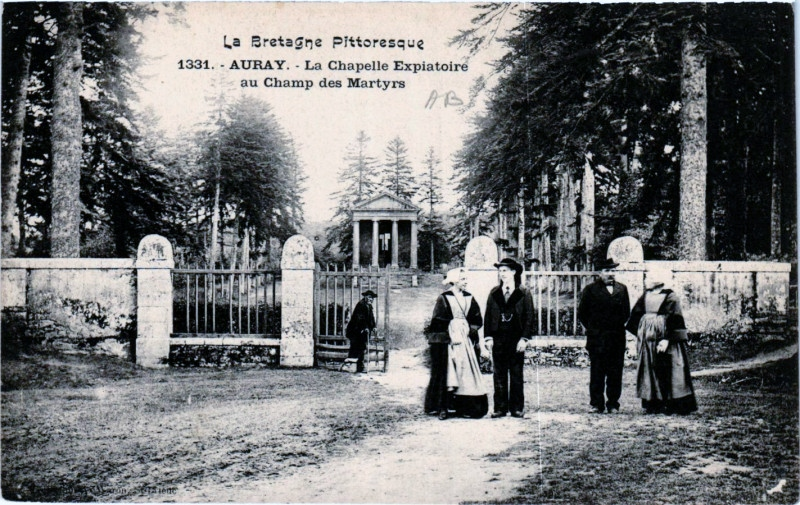
La chapelle expiatoire du Champ des martyrs vers 1930.

Le Conseil municipal d'Auray demande dans une délibération en date du 12 novembre 1862 l'annexion à Auray d'une partie du territoire des communes de Brech et de Pluneret, arguant : « La ville d'Auray n'a pour ainsi dire aucun territoire. Une partie de son agglomération est située en Brech et se trouve comprise dans le canton de Pluvigner ; c'est là qu'est située la station des deux chemins de fer improprement appelée jusqu'à ce jour gare d'Auray. Du côté de Saint-Goustan, une partie du faubourg dépend de la commune de Pluneret ». Le Conseil général approuva l'annexion en 1864 à Auray « de la gare dite Gare d'Auray, sise sur la commune de Brech, ainsi que de la section entière de cette dernière commune, comprise entre la ville d'Auray et le chemin de fer, à partir du viaduc de Kermadio jusqu'en face de la Chartreuse et se dirigeant de là vers la commune de Crach, en englobant les villages de Kerperdrix, de Kerudo, de la partie du village de Kerbois, située en Brech, et les villages de la Ville-Neuve, de Kerléano, jusqu'à la limite de la commune de Crach, et de toute la partie de Pluneret agglomérée au faubourg de Saint-Goustan jusqu'à la route de Sainte-Anne. »

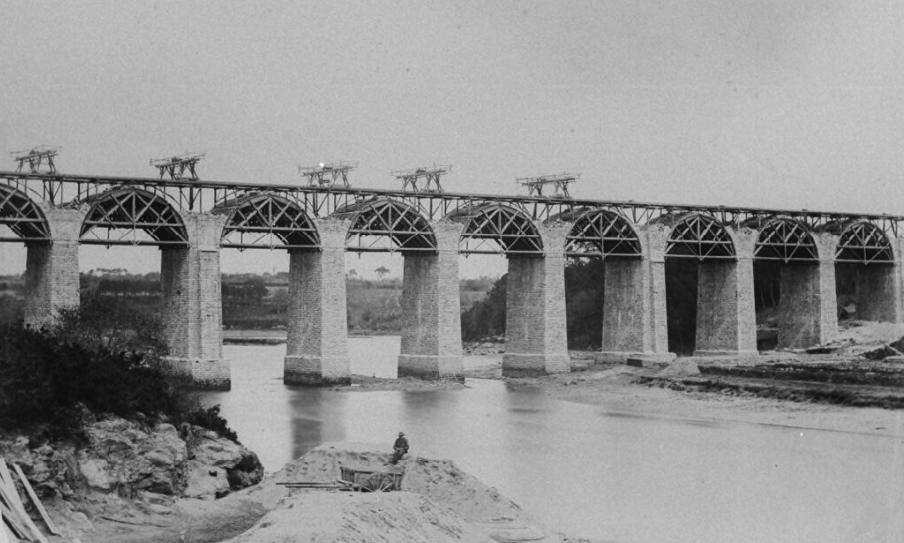
Le viaduc ferroviaire d'Auray sur le Loc'h en construction (1861).

### LeXXesiècle

#### La Première Guerre mondiale
Le monument aux morts d'Auray porte les noms de 226 soldats et marins morts pour la France pendant la Première Guerre mondiale.

#### L'Entre-deux-guerres

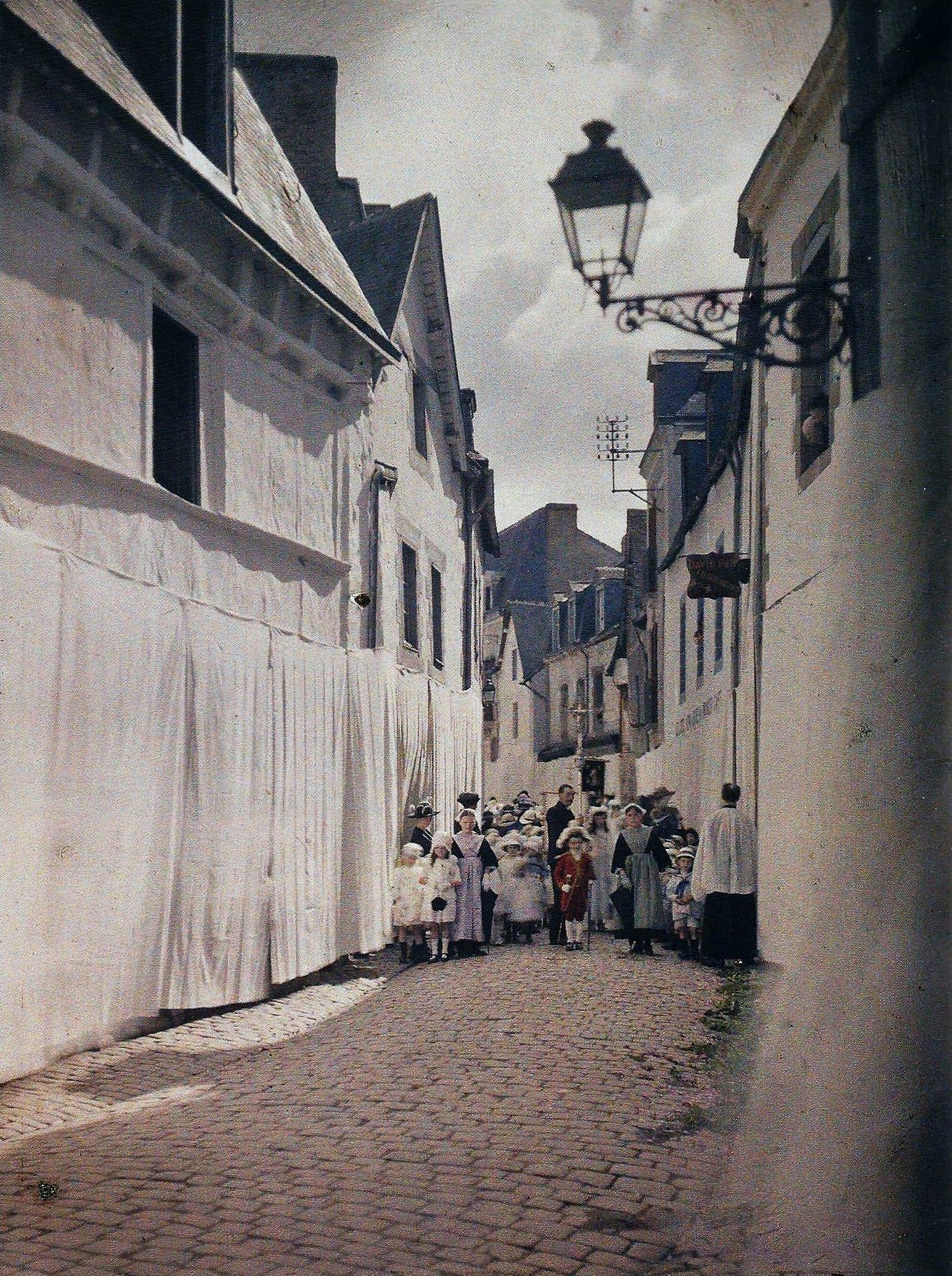
Albert Kahn : La procession de la Fête-Dieu à Auray le 13 juin 1920.
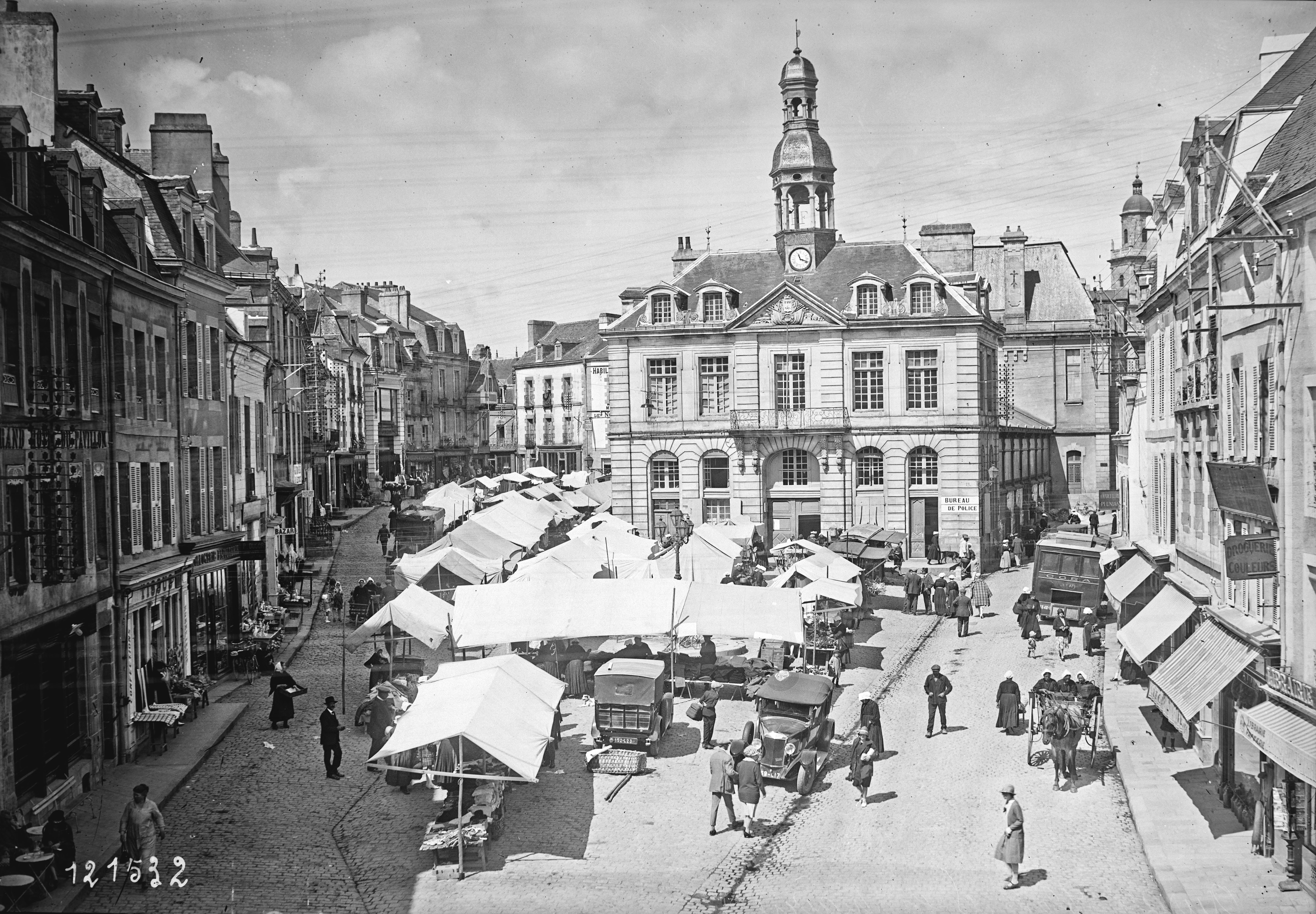
Auray : la Place de la Mairie en 1925.
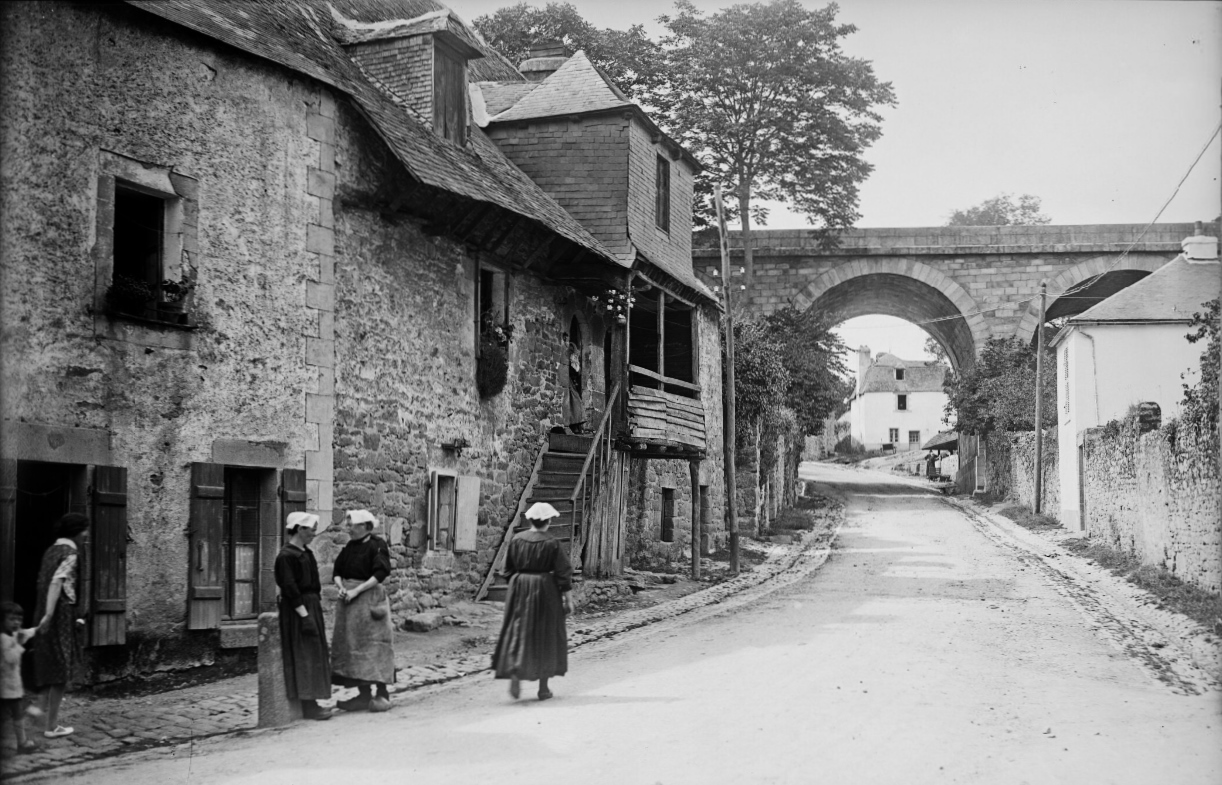
Vieille rue d'Auray en 1925.
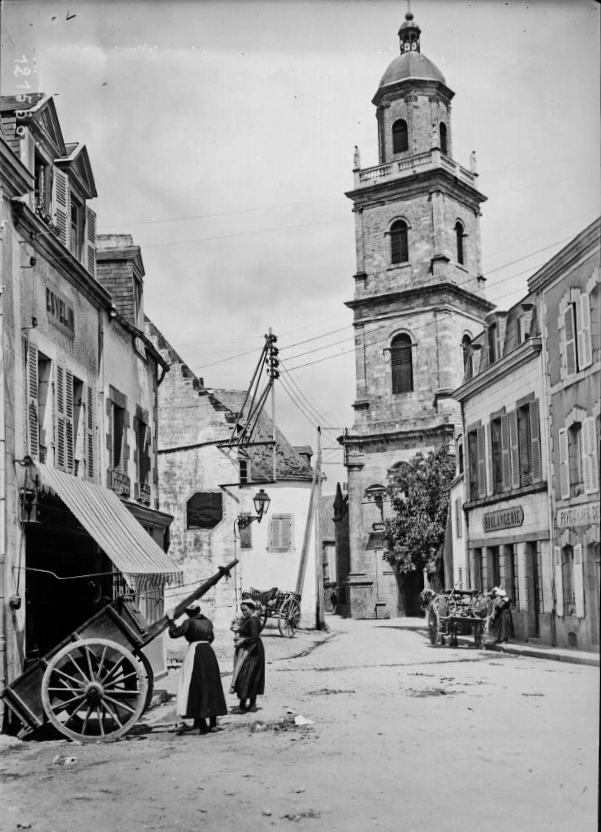
L'église Saint-Gildas en 1927.
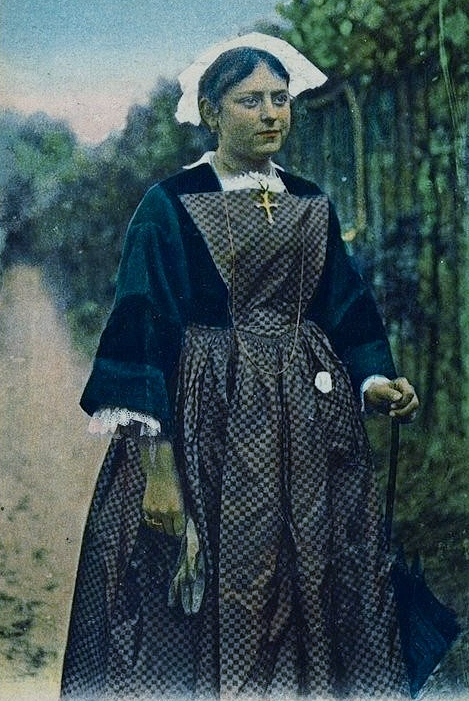
Costume de paysanne des environs d'Auray (vers 1930, carte postale).

#### La Seconde Guerre mondiale
La gare d'Auray a été pendant la Seconde Guerre mondiale le lieu de transit du béton qui servit à construire sur les côtes de la région de nombreux blockhaus du Mur de l'Atlantique. Après-guerre, la collecte des déchets militaires amène la création d'une entreprise sur le lieu-dit Pi-park.
Le monument aux morts d'Auray porte les noms de 45 personnes mortes pour la France pendant la Deuxième Guerre mondiale ; parmi elles, Jean Marca et Henri Conan, deux cheminots détenteurs de tracts communistes, furent arrêtés le 20 janvier 1942 à Auray et fusillés le 1er mai 1942 à Vannes.

#### L'après Seconde Guerre mondiale

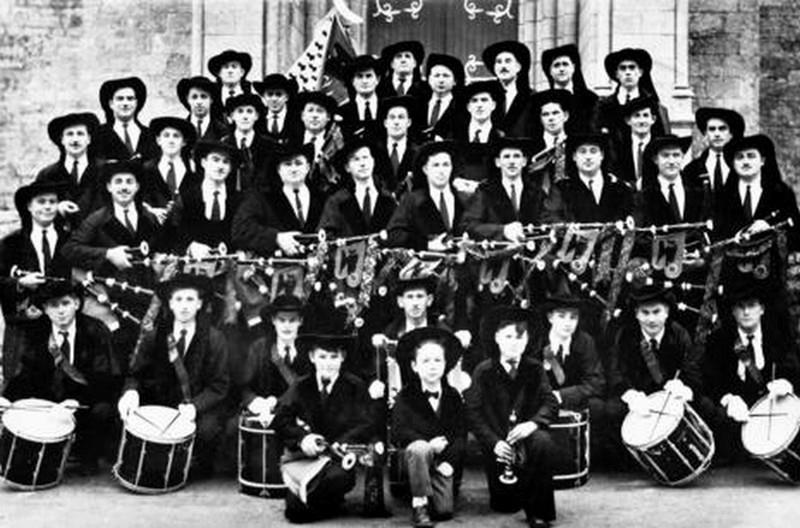
La Kevrenn Alre en 1952, une institution qui existe toujours et que l'on peut notamment entendre au festival interceltique de Lorient.

Après 1945 Auray connaît une période de reconstruction, de transformation économique et d’évolution urbaine.
À la sortie de la Seconde Guerre mondiale, la ville se relève des privations liées à l’Occupation allemande et des pertes humaines dues à la guerre, qui s’est terminée en août 1944 (mais sept soldats originaires d'Auray sont aussi morts durant la guerre d'Indochine et six mourront pendant la guerre d'Algérie ; ainsi qu'un autre sur un théâtre d'opérations extérieur). Après-guerre, les habitants vivent encore avec des tickets de rationnement, ce qui fait que le marché noir subsiste un certain temps, alors que les premières élections municipales marquent le retour à la vie politique locale. Selon Francis Massé (résistant et membre du deuxième bataillon), des soldats américains sont venus à Auray le 8 mai 1945, pour distribuer des billets d'Occupation, sorte de monnaie locale pour établir leur souveraineté. « On leur a dit d'aller se faire fiche ! » comme l'avait demandé le général de Gaulle, rappelle Francis Massé.
Dans les années qui suivent, Auray se réorganise administrativement, dont avec la création de la mairie du Bono (en 1947, bourg auparavant rattaché à Plougoumelen).
L’activité économique se déplace progressivement du port historique de Saint-Goustan, en déclin depuis le XIXe siècle, vers le quartier de la gare, dynamisé par l’arrivée du chemin de fer dès 1862, mais ce quartier qui reste actif jusqu’à la fin des années 1960, voit aussi son activité ralentir. 
La ville se recompose globalement en quatre grands quartiers : Saint-Goustan, le centre historique, la Gare et Kerléano, chacun développant une identité propre. 
Durant cette période, Auray entretient son patrimoine architectural et conserve un rôle régional, tout en s’adaptant aux évolutions sociales et économiques de l’après-guerre jusqu’à l’aube du XXIe siècle.

### LeXXIesiècle

#### L'épidémie de coronavirus de 2020
Le 1er mars 2020, Auray et les communes voisines sont un des premiers foyers de l'épidémie de coronavirus, avec quatre personnes testées positives à Auray, quatre à Crach et deux à Carnac, à la suite d'un premier cas détecté le 29 février au Centre hospitalier voisin de Vannes (Morbihan) possiblement contaminé par un « patient déjà sur le territoire breton » selon Stéphane Mulliez, directeur de l'ARS. Le lendemain c'est douze cas dans le Morbihan : cinq à Crach, deux à Auray, trois à Carnac et un à Saint-Philibert. Le 7 mars, c'est 35 cas sur sept communes autour d'Auray, dix de plus en jour, dont deux à Sainte-Anne-d'Auray et le 12 mars 106 cas, dont 53 sont revenus chez eux sans troubles, 29 hospitalisés et trois décédés. Entre-temps, 13 communes du Morbihan appliquent des mesures de restriction depuis le 6 mars, avec 9 000 élèves confinés.

## Politique et administration

### Jumelages
- Ussel (France).
- Utting (Allemagne).

## Population et société

### Démographie
L'évolution du nombre d'habitants est connue à travers les recensements de la population effectués dans la commune depuis 1793. Pour les communes de plus de 10 000 habitants les recensements ont lieu chaque année à la suite d'une enquête par sondage auprès d'un échantillon d'adresses représentant 8 % de leurs logements, contrairement aux autres communes qui ont un recensement réel tous les cinq ans,.

En 2022, la commune comptait 14 417 habitants, en évolution de +5,49 % par rapport à 2016 (Morbihan : +3,82 %, France hors Mayotte : +2,11 %).
| 1793  | 1800  | 1806  | 1821  | 1831  | 1836  | 1841  | 1846  | 1851  |
| ----- | ----- | ----- | ----- | ----- | ----- | ----- | ----- | ----- |
| 3 600 | 2 805 | 3 382 | 3 396 | 3 734 | 3 895 | 3 815 | 4 018 | 3 882 |

| 1856  | 1861  | 1866  | 1872  | 1876  | 1881  | 1886  | 1891  | 1896  |
| ----- | ----- | ----- | ----- | ----- | ----- | ----- | ----- | ----- |
| 3 949 | 3 967 | 4 542 | 4 894 | 4 633 | 5 870 | 6 392 | 6 236 | 6 466 |

| 1901  | 1906  | 1911  | 1921  | 1926  | 1931  | 1936  | 1946  | 1954  |
| ----- | ----- | ----- | ----- | ----- | ----- | ----- | ----- | ----- |
| 6 485 | 6 665 | 7 122 | 6 949 | 7 154 | 7 181 | 7 088 | 8 642 | 8 159 |

| 1962  | 1968  | 1975   | 1982  | 1990   | 1999   | 2006   | 2011   | 2016   |
| ----- | ----- | ------ | ----- | ------ | ------ | ------ | ------ | ------ |
| 8 118 | 8 449 | 10 256 | 9 892 | 10 323 | 10 911 | 12 420 | 12 536 | 13 667 |

| 2021   | 2022   | - | - | - | - | - | - | - |
| ------ | ------ | - | - | - | - | - | - | - |
| 14 222 | 14 417 | - | - | - | - | - | - | - |

### Enseignement

#### Écoles publiques
- Le Loch.
- Joseph-Rollo.
- Éric-Tabarly.
- Saint-Goustan (maternelle uniquement).

#### Écoles privées
- Sainte-Thérèse.
- Gabriel-Deshayes.
- Diwan (enseignement en langue bretonne).

#### Enseignement secondaire public
- Collège Le Verger.
- Lycée Benjamin-Franklin.

#### Enseignement secondaire privé
- Lycée d'enseignement professionnel Saint-Louis.
- Lycée agricole et horticole Kerplouz La Salle.

### Sports
- Depuis 1985, le Tennis Club d'Auray organise en février l'Open Super 12, un tournoi de tennis international benjamin. Plusieurs grands noms du tennis y ont participé : Amélie Mauresmo, Olivier Rochus, Justine Henin-Hardenne, Kim Clijsters, Rafael Nadal, Paul-Henri Mathieu, Richard Gasquet, Dinara Safina, Alizé Cornet, Eugenie Bouchard.
- Auray a accueilli le départ de la 2e étape du Tour de France 2008 le 6 juillet 2008.
- Les deux clubs de football de la ville (les Jeunes Volontaires du sacré-cœur d'Auray et l' US Alréenne) ont fusionné en date du 28 mars 2009[58]. À partir de la saison 2009-2010, les joueurs alréens évoluent dans le Auray Football Club.
- Le Rugby Auray club de rugby à XV
- Même si le départ est donné à Pluneret, Auray prête son nom au semi-marathon international Auray-Vannes.

## Culture locale et patrimoine

### Lieux et monuments
- le port Saint-Goustan ;
- le château d'Auray, château ducal pris et démoli en 1570. L'actuelle rue du château a été établie la même année sur son ancien fossé comblé ;
- le manoir de Kerléano, maison de naissance de Georges Cadoudal, date du XVIIIe siècle, il est inscrit partiellement et classé partiellement au titre des monuments historiques par les arrêtés du 10 février 1948 et 8 mars 1982[59] ;
- l'église Saint-Gildas. Édifiée en 1636 et classée monument historique dans sa totalité, elle abrite un retable lavallois en pierre et marbre de 1664 attribué à Olivier Martinet, un orgue du  et des fonts baptismaux avec dais sculpté. Du XVIIIe siècle, elle conserve des boiseries dans les chapelles latérales, et un élégant buffet d'orgue ;
- la chapelle du Saint-Esprit. Édifice du XIIIe siècle, elle est le dernier vestige de la commanderie de l'Ordre du Saint-Esprit de Montpellier. Au XIVe siècle, cette « Maison Magistrale Conventuelle et Hospitalière du Saint-Esprit à Auray » (mention de 1289, Jean de Monette) serait devenue l'une des principales de France, avec, sous son autorité, une cinquantaine de fondations. En 1762, le pape Clément XIII abolit l'Ordre du Saint-Esprit. La ville y installe le siège de l'Hôpital général, puis, en 1790, un hôpital militaire. Au début du XIXe siècle, ce qui reste des bâtiments fut transformé en caserne permanente. D'importants travaux transformèrent la chapelle telle que l'on pouvait la voir avant la restauration de 1990-1994. Elle prendra ainsi le nom de Caserne Duguesclin. L'actuelle restitution permet à cet édifice de retrouver ses volumes d'origine : un vaisseau unique à cinq travées et un chevet plat (silhouette peu commune en Bretagne). L'édifice est classé monument historique le 4 novembre 1982 (façades et toitures) ;
- l'église Saint-Charles-de-Blois ;
- la croix de Saint-Fiacre ;
- le couvent du Père Éternel ;
- l'hôtel de ville, édifié au XVIIIe siècle, est un monument historique depuis le 11 octobre 1963[60] ;
- la chapelle d'Hospitaliers du Saint-Esprit. Édifice du XIXe siècle (son portail date du XVe siècle), elle abrite une maquette de cuirassé d'arsenal datant de 1865. Inscrit MH en 1925[61].
- la chapelle Notre-Dame-de-Lourdes (1862-1878) ;
- le manoir de Kerdroguen date des XVIIIe siècle, il est inscrit à l'inventaire général du patrimoine culturel[62] ;
- le manoir de Kerdrain date du XVIe siècle, il est inscrit à l'inventaire général du patrimoine culturel en 1928[63] ;
- le manoir de Moncan date du XVIIe siècle, il est inscrit à l'inventaire général du patrimoine culturel[64] ;
- Le pont de Saint-Goustan. La première mention d'un pont en pierre reliant la ville basse à la ville haute date du XIIIe siècle. En 1464, lors de sa reconstruction, il fut appelé pont Neuf. Sa forme définitive date de 1752 et sa dernière restauration remonte à 1983. À l'extrémité droite de l'ouvrage, sur la rive gauche, est construit le bâtiment d'octroi.
- la fontaine Chazelles. Située quai Martin, elle date de 1821 et servait à ravitailler en eau les habitants et les bateaux de passage ;
- la chartreuse Saint-Michel du Champ, au nord de la gare d'Auray, est sur la commune de Brech ;
- le monument de Cadoudal et le prieuré de Saint-Cado ;
- L'église Saint-Sauveur, dénommée aussi église Saint-Goustan.
- le théâtre à l'italienne[65],  Classé MH (2016).

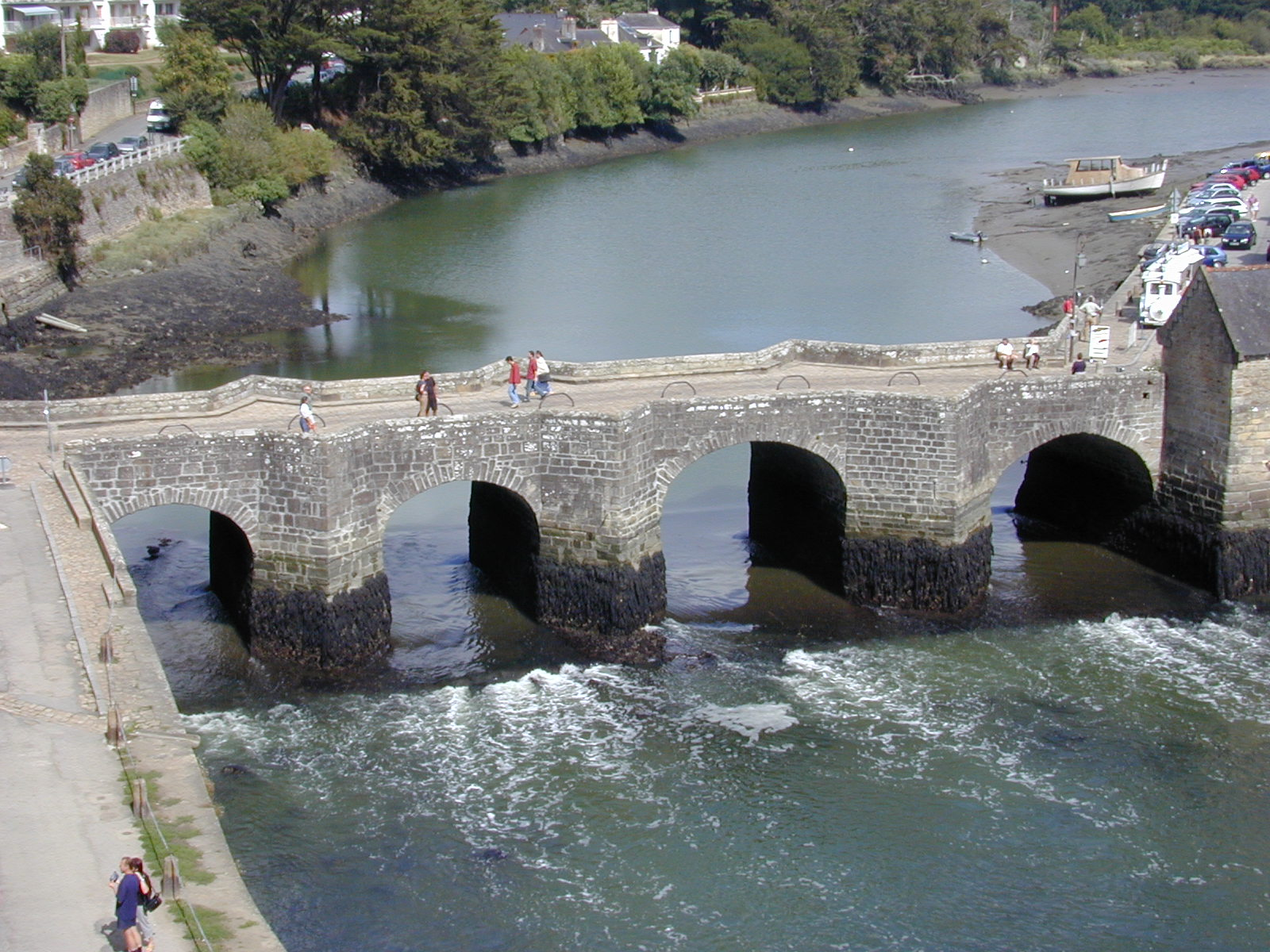
Pont de style médiéval, reliant Auray au port de Saint-Goustan.
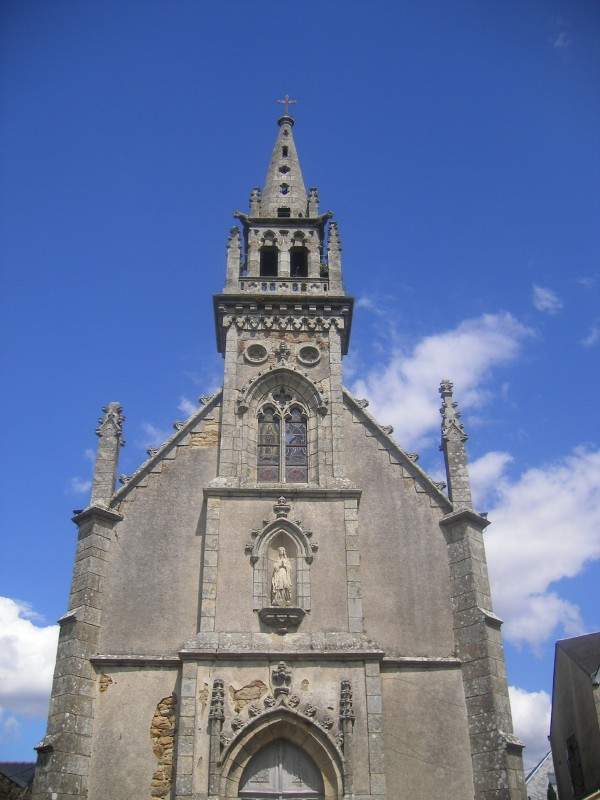
Façade de la chapelle Notre-Dame-de-Lourdes, quartier Saint-Goustan.
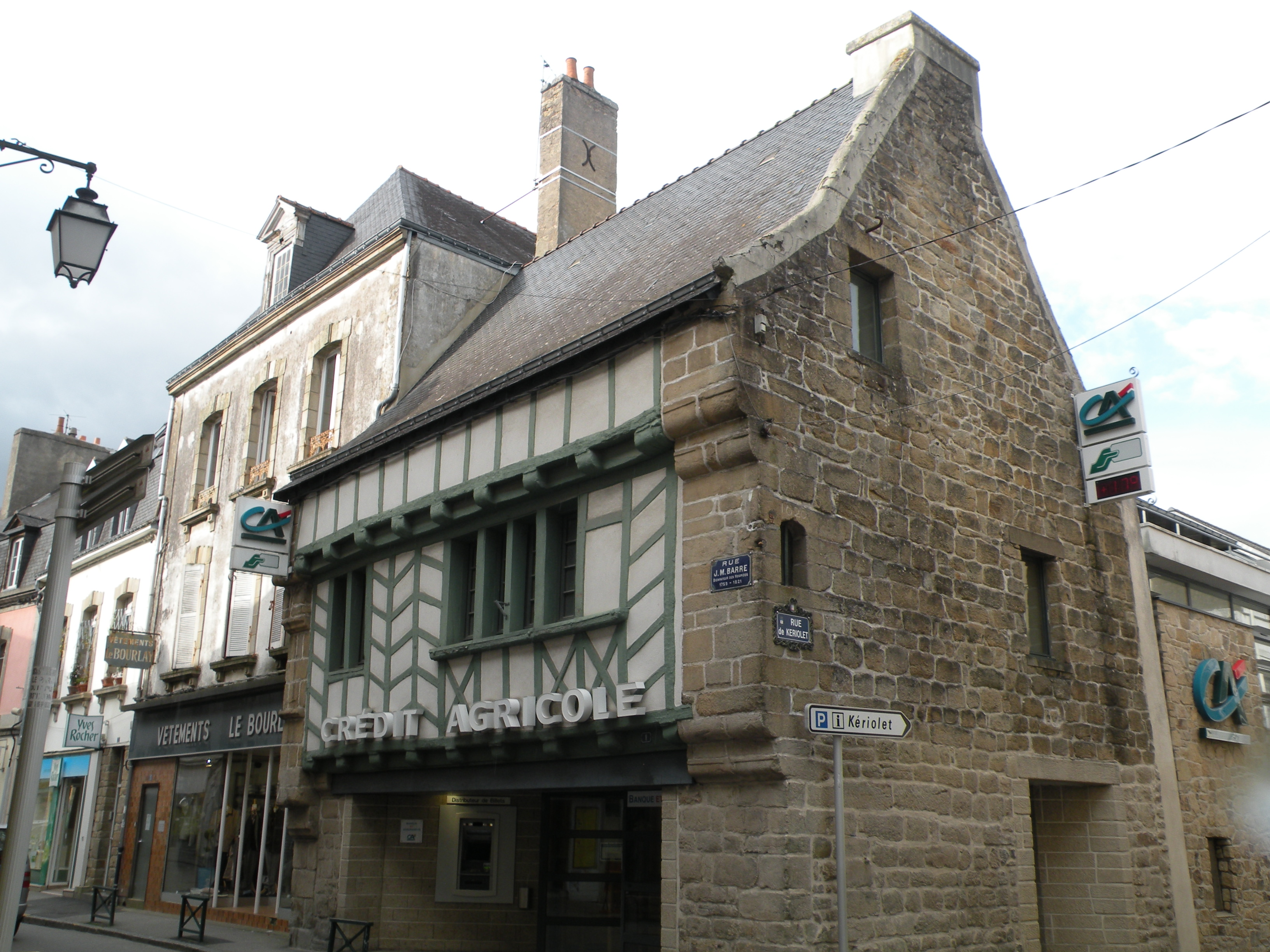
Maison à colombages en centre-ville.
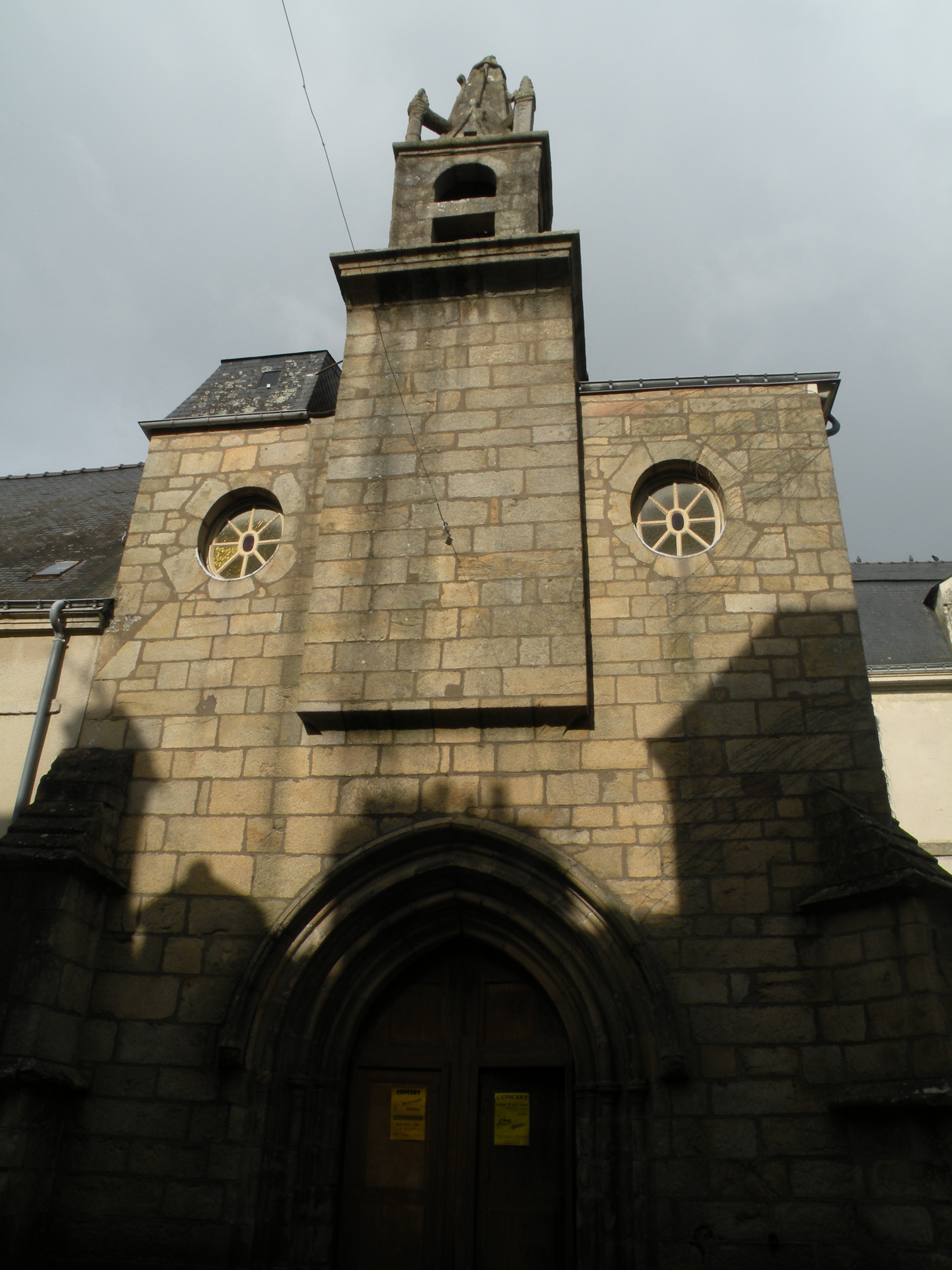
La chapelle Sainte-Hélène, ancienne chapelle de l'Hôtel-Dieu.
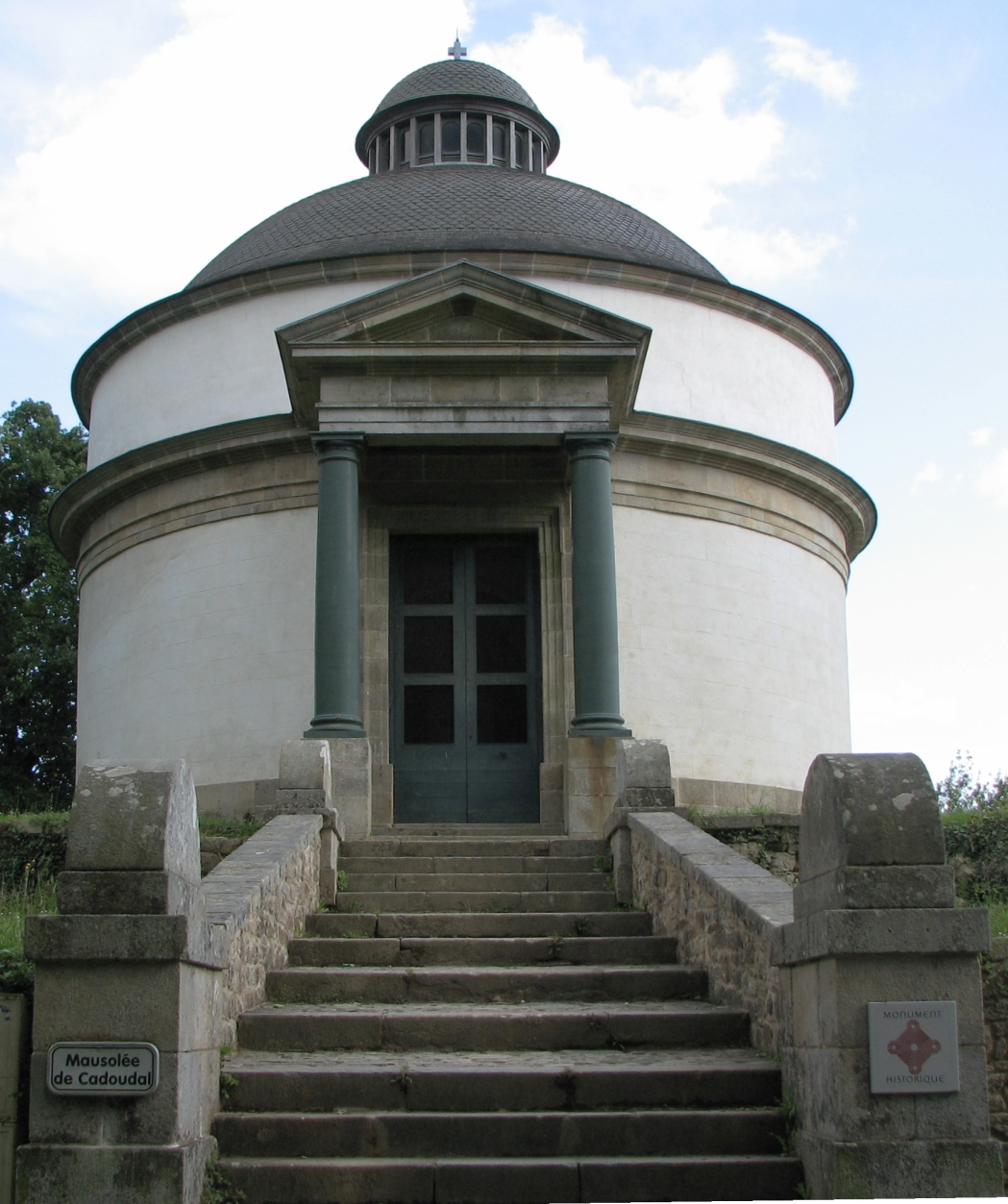
Mausolée de Cadoudal.
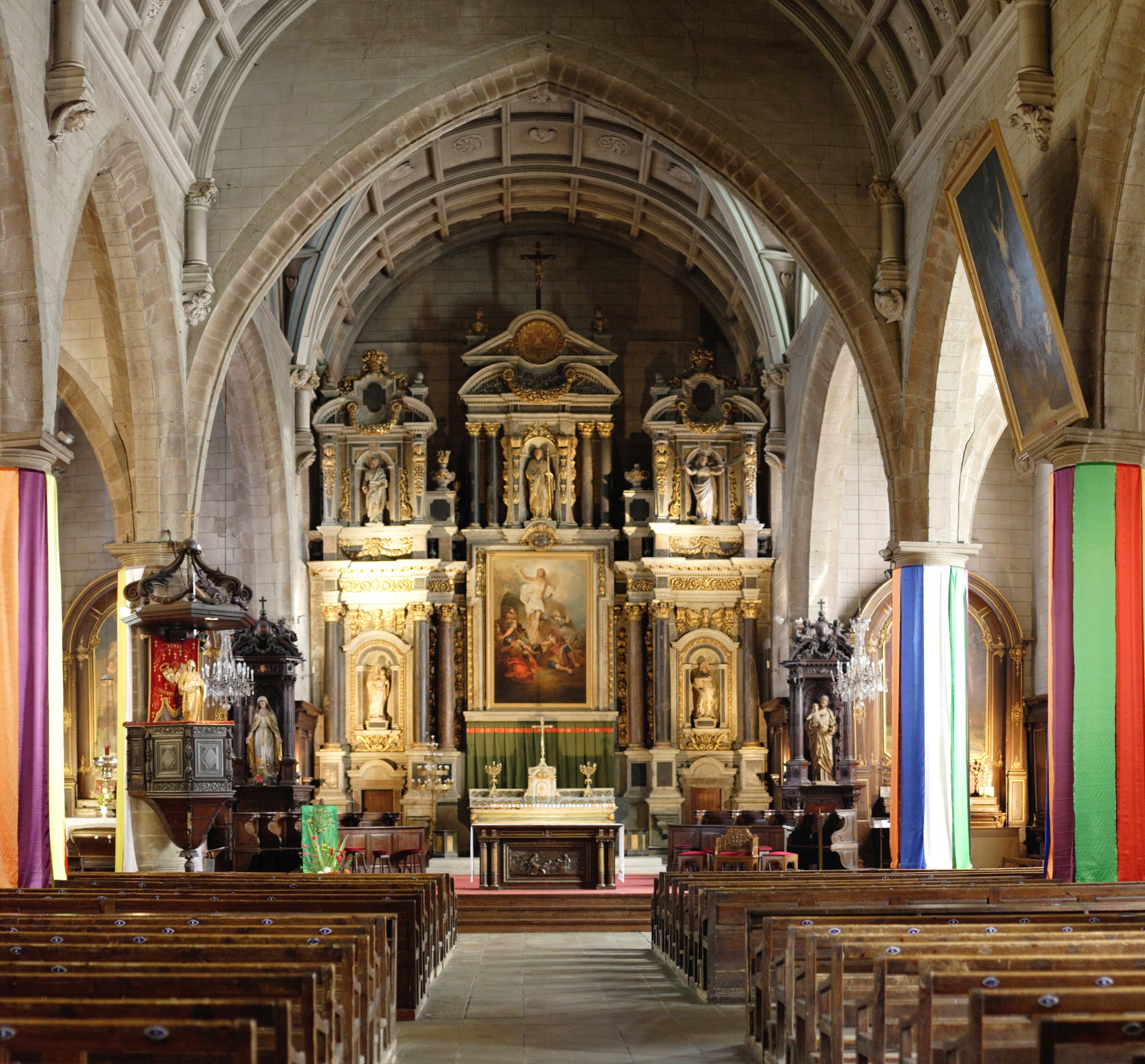
Intérieur de l'église Saint-Gildas.
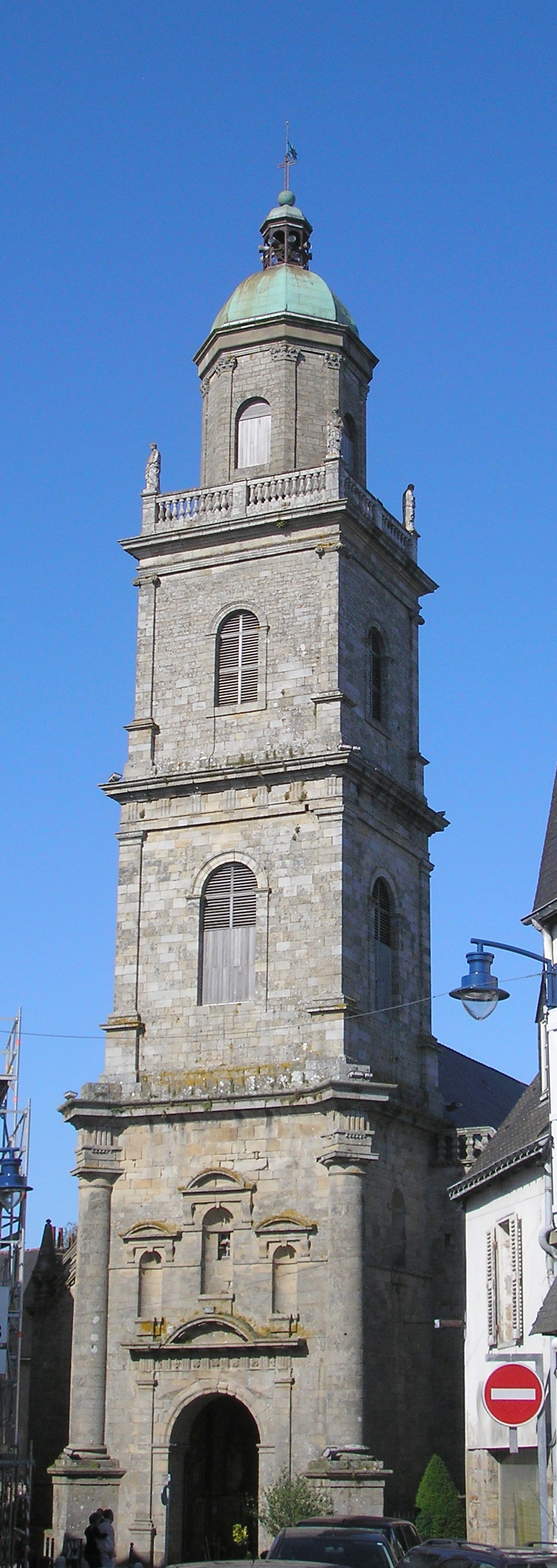
Clocher de l'église Saint-Gildas.
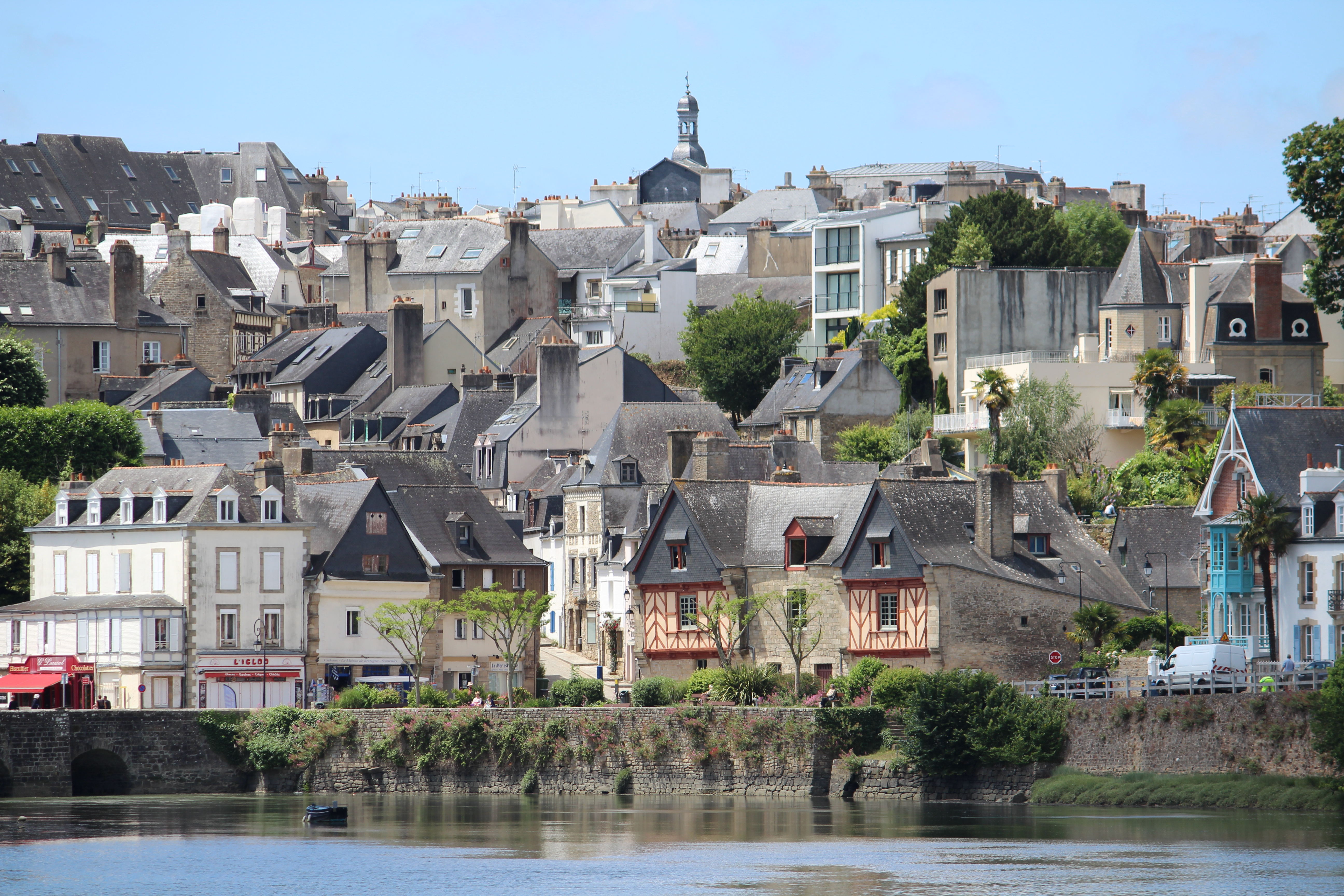
Auray, vue depuis la Terre Rouge.
Panoramique du pont et du port de Saint-Goustan.
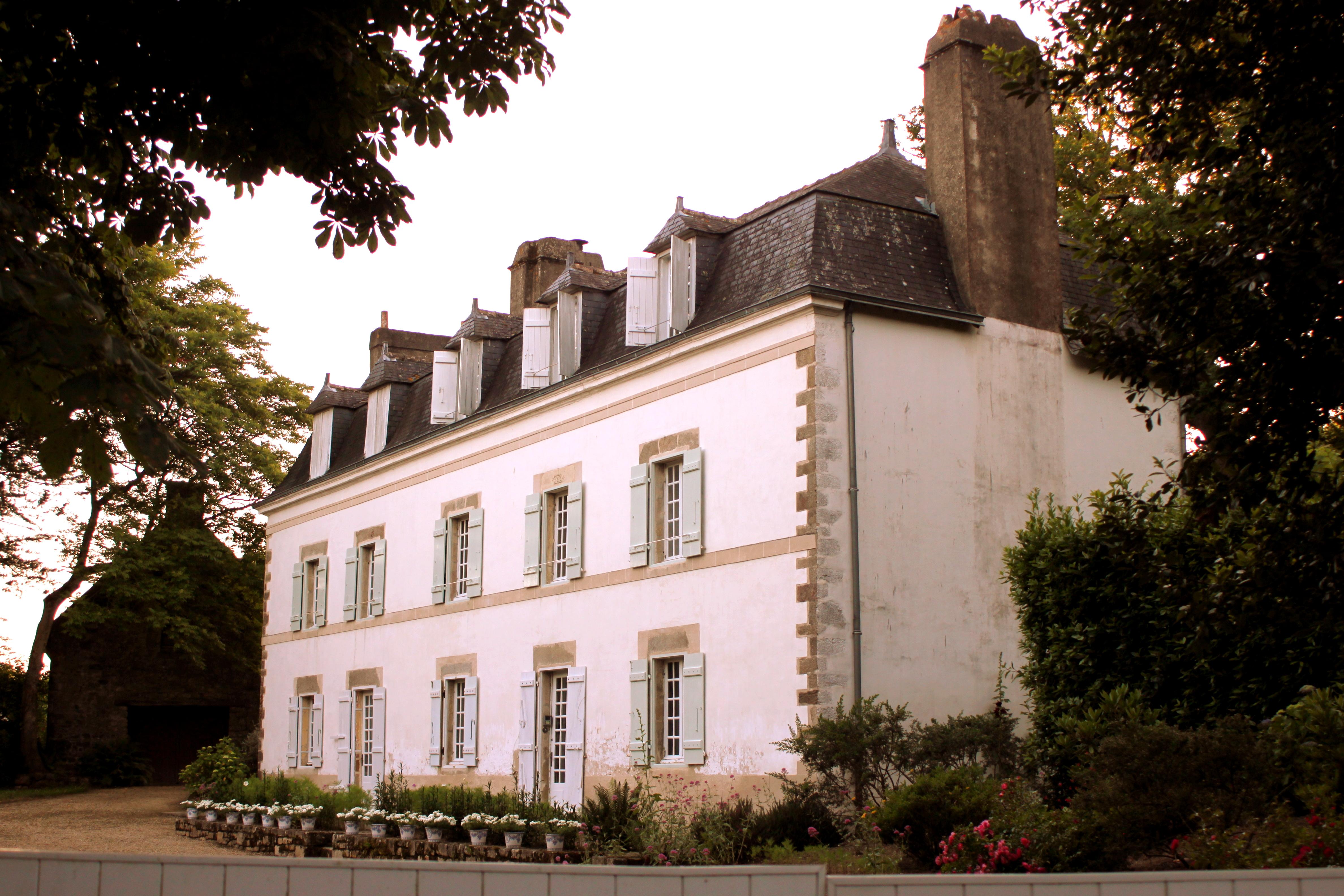
Le manoir de Kerléano, maison natale de Georges Cadoudal en 2013.

### Culture bretonne

#### Activités culturelles

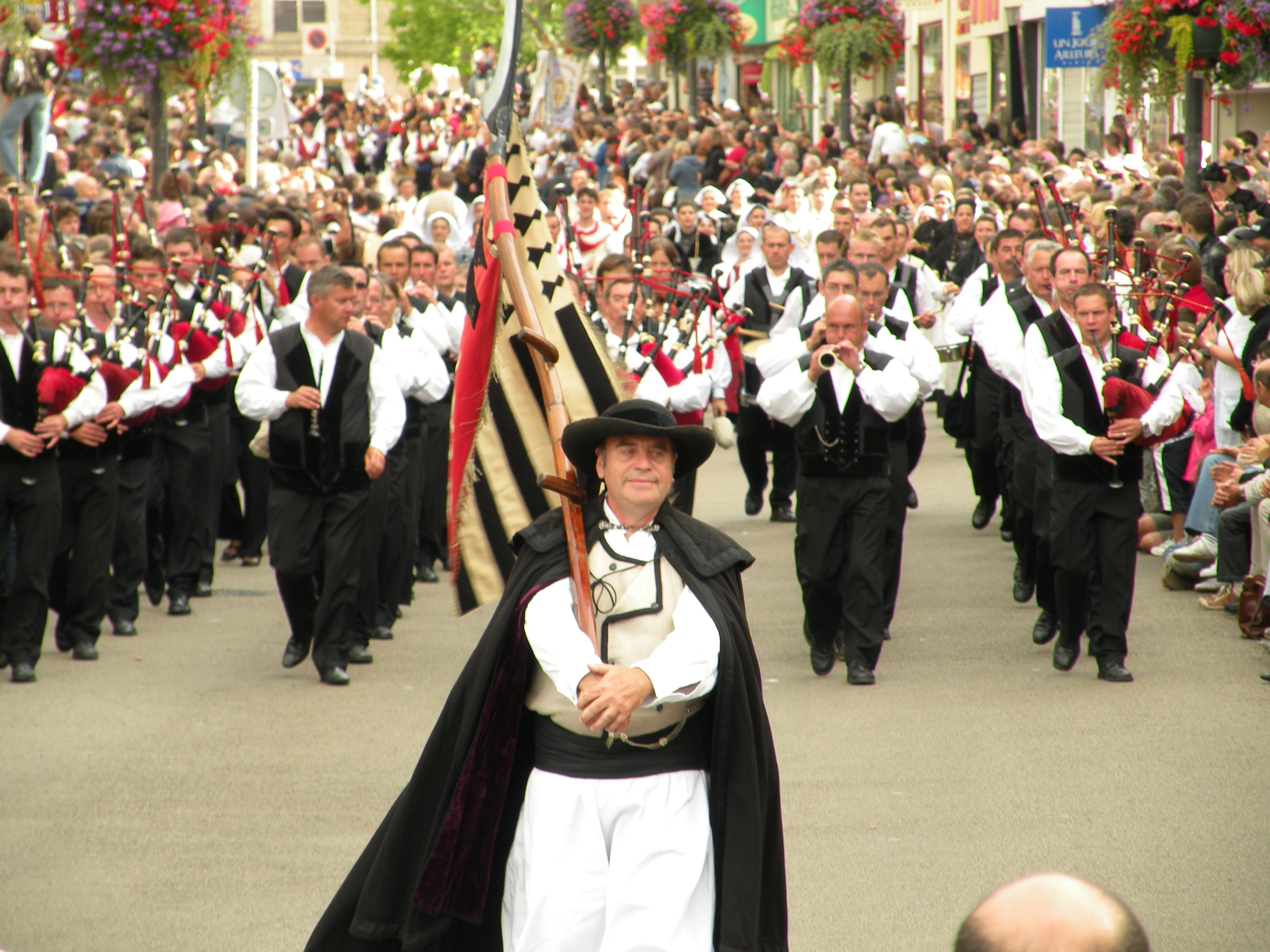
Le bagad de la Kevrenn Alré évolue en première catégorie du championnat national des bagadoù.

La ville héberge depuis 1951 la Kevrenn Alré dont le bagad et le cercle celtique ont chacun remporté leurs championnats respectifs à de multiples reprises.

#### Langue bretonne
Historiquement, Auray est en pays bretonnant (dialecte de Vannes) mais les citadins parlent généralement français depuis le XVIIIe siècle. On a prêché en breton dans les paroisses d'Auray jusqu'aux années 1930.
À la rentrée 2018, 136 élèves étaient scolarisés à l’école Diwan et dans les filières bilingues catholiques (soit 8,7 % des enfants de la commune inscrits dans le primaire).
L'école Diwan An Alre scolarise 69 élèves à la rentrée 2018.
L’adhésion à la charte Ya d’ar brezhoneg a été votée par le Conseil municipal le 15 septembre 2015.

### Personnalités liées à la commune
- Pons de Lauzières de Cardaillac, marquis de Thémines (1553-1627) fut un maréchal de France mort à Auray.
- Pierre Le Gouvello de Keriolet (1602-1660), pénitent breton.
- Louis-Marie Coudé (1752-1822), contre-amiral, député du Morbihan.
- Jean-Pierre Boullé (1753-1816), premier préfet des Côtes-du-Nord de 1800 à 1811, mais aussi maire de Pontivy (1791-1792), député du Morbihan (1795-1799) puis préfet de Vendée (1811-1815)
- Georges Cadoudal (1771-1804), chef chouan pendant la Révolution française, né à Kerléano aujourd'hui en Auray, mais qui dépendait de la paroisse de Brech au moment de sa naissance.
- Joachim Renaud (1776 à Auray-1843 à Nantes), négociant et homme politique.
- Benjamin Franklin, inventeur et homme politique américain, qui arrive en France au port de Saint-Goustan en 1776, en tant qu'ambassadeur des États-Unis en France.
- Nicolas Joseph Marie Le Gall de Kerlinou (1787-1860), magistrat, homme politique et botaniste né à Auray, député du Morbihan de 1834 à 1837.
- Jules Dallet (1876-1970), artiste peintre, mort à Auray.
- Auguste Lahoulle, (1891-1959), général et as de l'aviation français pendant la Première Guerre mondiale, né à Auray.
- Marcel Mettenhoven (1891-1979), artiste peintre paysagiste, né et mort à Auray.
- Georges Ballerat (1902-2000), artiste peintre paysagiste, mort à Auray.
- Karl-Jean Longuet (1904-1981), sculpteur, mort à Auray.
- Pierre Cogan (1914-2013), né et mort à Auray, est un coureur cycliste français des années 1930-50.
- Albert Savary (1921-1975), résistant français, Compagnon de la Libération, né à Auray.
- Simone Boisecq (1922-2012), sculptrice, morte à Auray.
- Philippe Gildas, (1935-2018), présentateur TV, né à Auray.
- Roland Becker, musicien, compositeur, né en 1957 à Auray, a composé en 1981 l'oratorio La Bataille d'Auray, 1364.
- Alain Lanty, pianiste, compositeur et interprète, né en 1961 à Auray.
- Yann Tatibouët (1972), écrivain de langue française et bretonne, né à Auray.
- Ronan Badel (1972-), artiste, auteur et illustrateur jeunesse, né dans la commune[67], et qui a suivi sa scolarité à Auray, jusqu'à son baccalauréat au lycée Benjamin-Franklin[68].
- Ulrich Le Pen, footballeur, né en 1974 à Auray.
- Thibault Tricole, joueur de fléchette professionnel, né en 1989 à Auray.

### Héraldique, logo et devise
| Blason d'Auray ancien | Blason ancien d'Auray : Losangé d’or et d’azur. |

| Blason d'Auray moderne | Blason moderne d'Auray : De gueules à une hermine passante au naturel et son écharpe flottante d’hermine, au chef cousu d’azur chargé de trois fleurs de lis d’or. |

| Logo d'Auray depuis octobre 2017 | Logo d'Auray, depuis octobre 2017. |